# Никола Янев
Вижте пояснителната страница за други личности с името Никола Янев.
Никола Иванов Янев (Янов) с псевдоним Мариус е български просветен деец, писател и журналист от Македония.

## Биография
Роден е на 14 август 1888 година в българския южномакедонски град Кукуш, тогава в Османската империя, днес Килкис, Гърция, в семейството на Иван К. Янов – Здрапот (1853 – 1927) и Елена Арапнакова Станишева (1860 – ?). Негови сестри и братя са Божия (женена за Туше Делииванов), Райна, Велика (Лика), Георги, Ката и Тома.
В 1906 година завършва с двадесет и първия випуск Солунската българска мъжка гимназия. След това учи славянска филология в Софийския университет. През 1909 г. печата за първи път във вестник „Балканска трибуна“. Развива просветна дейност в Кукушко. Работи като журналист. Сътрудничи на списанията „Наблюдател“, „Наш живот“, „Искра“, „Златорог“, на вестниците „Пряпорец“ и „Родина“. Известно време работи като редактор в Дирекцията по печата към Министерството на външните работи. При избухването на Балканската война в 1912 година е доброволец в Македоно-одринското опълчение и служи във 2-ра рота на лозенградска партизанска дружина и 1-ва рота на 3-та солунска дружина. През 1914 г. редактира списание „Звено“. Той е многообещаващ белетрист, но умира в разцвета на младостта си. Между 1917 и 1920 г. е секретар на консулството в Женева.
Умира в 1921 година. През 1930 г. посмъртно е издадена неговата стихосбирка „Любов“ с предговор от Антон Страшимиров.